# 7010 Локк
7010 Локк (7010 Locke) — астероїд головного поясу, відкритий 28 серпня 1987 року.
Тіссеранів параметр щодо Юпітера — 3,582.
Названий на честь британського філософа Джона Локка.